# Eksistentiel terapi
Eksistentiel terapi eller eksistentiel psykoterapi eller eksistensterapi er en samlebetegnelse for en række beslægtede tilgange til psykoterapi, der alle bygger på moderne eksistensfilosofi og har hovedfokus på menneskets eksistens.
Udgangspunktet for den eksistentielle terapi er, at det er bedst at skabe forandringer ved at tage afsæt i klientens oplevelser. I den eksistentielle terapi handler det således om, at klienterne får klarhed over, hvad det er for et liv, de lever, og hvordan de kan få bedre livskvalitet, blive autentiske eller finde livsmening. De forskellige tilgange til eksistentiel terapi er fælles om at opfatte klienternes lidelser som livsproblemer.

## Anvendelsesområde og målgruppe
Anvendelsesområdet for eksistentiel psykoterapi er bredt og omfatter en lang række livsområder. Denne terapiform fokuserer på at hjælpe mennesker med at forstå grundlæggende eksistentielle udfordringer og blive autentiske eller finde meningsfuldhed i livet. Det er vigtigt at bemærke, at eksistentiel psykoterapi både er relevant for dem, der oplever psykiske udfordringer kriser og ønsker at forbedre deres overordnede livskvalitet.
Den eksistentielle terapi et en af de centrale internationale retninger inden for moderne psykoterapi. Forskning viser, at der er videnskabelig evidens for effekten af eksistentiel terapi. Retningen er blandt andet virksom ved krise, skilsmisse, selvværdsproblemer, identitetsproblemer, relationsproblemer, vrede, tab, skam, skyld, apati, misbrug og afhængighed, håndtering af sygdom og død, angst og depression.
Eksistentiel terapi fokuserer på at skabe langtidsholdbar forandring. I den eksistentielle terapi er klienten derfor ikke en passiv modtager af “værktøjer” eller “redskaber” til problemløsning, og terapien består af ikke-strukturerede samtaler og følger ikke et fastlagt program. Terapien har i stedet fokus på at styrke klientens indsigt og opmærksomhed samt evner og valg, så klienten bedst muligt kan leve sit eget liv på en bæredygtig måde.. Varigheden af eksistentiel terapi er meget individuel og afhænger af faktorer som kompleksiteten af klienternes problemer, deres terapeutiske mål og deres engagement i terapien. Eksistentiel terapi kan derfor både være kortvarig og langvarig.
Tilgangen er mest velegnet til klienter, som er i krise, befinder sig i livsovergange, ønsker at forstå dem selv og livet eller er åbne og søgende og leder efter meningsfuldhed eller autenticitet i deres tilværelse. Eksistentiel terapi er mindre velegnet til klienter, som hovedsageligt enten ønsker en meget struktureret metode eller tekniske redskaber til problemløsning.

## Hovedtræk
Eksistentiel terapi fokuser på menneskets eksistens, hvilket vil sige menneskets liv og tilværelse.  Den eksistentielle terapi anser det som sit mål at gøre klienten i stand til at finde retning eller mening med tilværelsen. Eksistentiel terapi omfatter i den forbindelse flere forskellige tilgange, og der findes derfor ikke et bestemt autoritativt værk.
Den eksistentielle terapi lægger vægt på at møde klienten som et helt menneske. .. . Den eksistentielle terapi forstår derfor klienternes problemer som livsproblemer. Terapeuten må selv have væsentlig livserfaring og have gennemgået eksistentiel egenterapi. At være eksistensterapeut på professionelt niveau kræver desuden, at man har en formel uddannelse som psykolog eller psykoterapeut, der ofte varer mindst fire år. Internationale uddannelser i eksistentiel terapi fra især USA, Storbrittanien, Tyskland, Østrig, Frankrig, Holland og Schweiz er typisk mest omfattende, f.eks. på Universite Paris Cite.

## Teoretisk grundlag
Den eksistentielle terapi er psykoterapi, der benytter sig af eksistentielle tilgange. Ifølge officielle verdensorganisation WCET, er eksistentiel terapi fleksible tilgange til rådgivning eller psykoterapi, der har et filosofisk grundlag . De terapeutiske tilgange har især tre inspirationskilder, der har forskellig vægt:
1. Den vigtigste inspirationskilde er den eksistentielle filosofi,[5][32][33][34][21] der fandtes indtil 1960’erne. Inspirationen ses ikke mindst ved, at eksistensterapeuter lægger vægt på menneskets evne til at træffe valg og tage ansvar.[1][32][35].[36] Eksistentiel terapi er dog ikke blot anvendelse af filosofi, og professionel udøvelse forudsætter flerårig klinisk uddannelse og praksistræning i psykoterapi.[2]
2. En anden vigtig inspirationskilde er fænomenologien,[37] der viser sig ved, at flere eksistentielle terapier betoner klientens oplevelser.[5] For enkelte tilgange spiller den senere eksistentielle fænomenologi også en rolle.[5][4]
3. Især i USA er den eksistentielle psykologi en tredje vigtig inspirationskilde.[38] Det psykologiske perspektiv blev udviklet af Rollo May[23] og videreført af Irvin Yalom og viser sig ved, at de amerikanske tilgange er mere psykologisk orienterede end især de britiske tilgange.

## Tilgange
Eksistentiel terapi er ikke en metode på samme måde som andre psykoterapier, men snarere en indstilling, der bygger på nogle praktiske principper. Der findes i dag flere toneangivende tilgange til eksistentiel terapi, men mange eksistentielle terapeuter kombinerer dem:

### Logoterapi
Logoterapi er en eksistentiel terapeutisk tilgang, som blev udviklet af psykiateren Viktor Frankl, og fokuserer på at hjælpe klienten med at finde mening og formål i deres liv. Den betragter menneskets søgen efter mening som en central drivkraft i livet og søger at styrke klientens evne til at finde mening i deres oplevelser. Logoterapien er i dag en moderne evidensbaseret terapi.

### Daseinsanalyse
Den schweiziske psykiater Ludwig Binswanger grundlagde i 1930'erne Daseinsanalysen, der blev en anden vigtig tilgang inden for den eksistentielle terapi. Binswanger lagde vægt på, at terapeuten skulle indleve sig i klientens livsverden, og at terapien skulle forstås som et møde mellem to personer. Daseinsanalysen er en dybdeterapi, der blandt andet blev videreført af den schweiziske psykiater Medard Boss, som havde et årelangt samarbejde med Martin Heidegger, der er udgivet i bogform som Zollikon Seminarene. I dag er daseinsanalysen blandt andet repræsenteret af den schweiziske terapeut og filosof Alice Holzhey-Kunz.

### Eksistentiel-humanistisk psykoterapi
En anden vigtig tilgang er den eksistentiel-humanistiske tilgang, der blev grundlagt af den amerikanske psykolog Rollo May i 1950’erne. Den amerikanske tilgang trækker både på inspiration fra den eksistentielle filosofi og fra psykoanalysen samt den humanistiske psykologi. Mays mest kendte efterfølger er den eksistentiel-humanistiske psykiater og eksistensterapeut Irvin D. Yalom. Han var professor ved Stanford University og har defineret eksistentiel terapi som en ”dynamisk terapimetode der fokuserer på problemer med rod i eksistensen”. Yalom mener, at mennesket må konfrontere sig med eksistensens 4 grundvilkår, som er døden, friheden, isolationen og meningsløsheden. .

### Eksistentiel psykiatri og eksistentiel psykoanalyse
Ronald D. Laing var en skotsk psykiater, der indarbejdede det eksistentielle perspektiv i psykiatrien. Han var især optaget af arbejdet med skizofrene og andre psykotiske klienter og vendte sig imod datidens biologiske hospitalspsykiatri. Laing mente, at skizofreni og andre lignende fænomener måtte forstås ud fra klienternes egne oplevelser og erfaringer. Han viste, at skizofreni og lignende måtte forstås som meningsfulde reaktioner på overvældende angst. Laing udviklede en eksistentiel psykoanalyse, der er udpræget dybdeterapi, og kobler eksistentiel terapi med moderne psykoanalyse.

### Britisk skole for eksistentiel terapi
Den britiske skole for eksistentiel terapi blev grundlagt i 1980'erne og kaldes også gerne britisk eksistensanalyse .. Skolens grundlægger Emmy van Deurzen mener, at den eksistentielle terapis formål er at hjælpe klienten med at "se sine paradokser i øjnene" , "byde angsten velkommen" og "leve beslutsomt ud fra sit eget centrum". Emmy van Deurzen udvider den schweiziske psykiater Ludwig Binswangers 3 eksistentielle dimensioner til 4, ved at tilføje en spirituel eller åndelig dimension, der er "den enkeltes forbindelse med tilværelsens abstrakte og absolutte aspekt". For Deurzen handler eksistentiel terapi om at finde frem til ”kunsten at leve”. Den eksistentielle terapi kræver en meget stor ekspertise og livsindsigt hos terapeuten, der skal kende livskunsten. Terapien skal først og fremmest forstås som en undersøgelse, der gør klienten i stand til at leve et mere sandt og godt liv.
En anden kendt engelsk repræsentant er Ernesto Spinelli, der i højere grad er fænomenologisk i sin tilgang. Spinelli integrerer desuden socialkonstruktivistiske teorier i terapien, og hans praktiske metode er generelt mere psykologisk. Spinelli har en eksistentiel fænomenologisk tilgang til eksistentiel terapi.

## Eksistentiel terapi i Danmark
Eksistentiel terapi har generelt haft stor indflydelse på psykoterapiens udvikling i Danmark. I Danmark har eksistentiel terapi bidraget til at udvide det terapeutiske landskab ved at tilbyde et alternativ til andre konventionelle terapiformer. I Danmark har den eksistentielle terapi været kendetegnet ved mangfoldighed, og der findes mange forskellige eksistentielle psykoterapeuter, som ofte er inspireret af internationale tilgange.
På den terapeutiske side har Anders Dræby spillet en rolle. Han er doktor i eksistentiel terapi fra London og har lavet forskning, som giver forstår terapeuten som en “ledsager” og “oplyser”. Han er elev af Emmy van Deurzen og skriver om, hvordan klienter får læring for livet i terapi.. Han har udviklet en dybdeintegrerende terapi som tilgang til eksistentiel terapi.  Man bliver enten fri for lidelse ved at blive livsduelig eller gennemgå en transformation og blive sig selv som helt menneske .
På den psykologiske side var danskeren Bo Jacobsen væsentlig. Han var både psykolog og ph.d. og dr.phil. i sociologi og professor i samfundsforskning på Sociologisk Institut ved Københavns Universitet. Han udviklede en særegeneksistentiel psykologi, der var baseret på en kobling af flere andre europæiske og amerikanske teorier omkring menneskelivets psykologi.  Bo Jacobsen skrev omkring eksistentiel terapi og eksistentielle temaer samt desuden om humanistisk psykologi og humanistisk psykoterapi, og han lavede flere udgivelser omkring både forskning og videnskabsteori og sociologi. Bo Jacobsen beskæftigede sig samtidig med uddannelse og undervisning, som han skrev og redigerede flere artikler og bøger omkring. Herunder skrev han flere tekster omkring en eksistentiel tilgang til pædagogik og undervisning af elever og voksne.
Desuden skrev den danske psykolog Karsten Borg Hansen flere bøger og artikler omkring eksistentiel terapi og flere andre beslægtede emner som for eksempel eksistentiel psykologi. Herunder skrev han blandt andet en bog, der handler om forbindelsen mellem eksistentiel terapi og meditation. Samtidig udgav han i 2009 en bog på Dansk Psykologisk Forlag om den ligeværdige relation, og han har også skrevet adskillige artikler og bøger omkring sundhed, krop, fænomenologisk bevidsthed og den sproglige tanke i oldgræsk religion og filosofi. Hansen er så uddannet cand. psych. fra Københavns Universitet og er privatpraktiserende psykolog.
Endvidere har psykologen Jørn Laursen skrevet og udgivet en bog om psykoterapi, der har et eksplicit eksistentialistisk fundament. Laursen er uddannet cand. psych. fra Københavns Universitet, og han praktiserer som psykolog. Den bog han har skrevet omhandler både individuel eksistentiel terapi og eksistentiel parterapi. Laursen har også skrevet en bog om livskriser, der har en eksistentiel vinkel. Jørn Laursen er desuden skønlitterær forfatter og har skrevet romanerne Carls odyssé, Pælebjerget, Høfde 42 og Algot og eftermælet. Både Emmy van Deurzen, Irvin Yalom, Viktor Frankl, Rollo May, Ernesto Spinelli, Mick Cooper og Martin Adams er desuden oversat til dansk.
Der findes adskillige danske uddannelser på området, og i dag er der af samme grund mange flere forskellige eksistentielle psykoterapeuter i hele Danmark. I nabolandet Sverige har eksistentiel terapi også været repræsenteret med bøger og uddannelser.

## Forskning
De senere år er der lavet en stigende mængde forskning i eksistentiel terapi. Et amerikansk metastudie fra 2017 har blandt andet vist, at der overordnet er evidens for virkningen af oplevelsesorienterede terapier, hvoraf eksistentiel terapi udgør en. Et britisk studie fra 2017 viste, at der er empirisk evidens for brugen af eksistentiel terapi i sundhedsvæsnet. Et mellemøstligt studie fra 2017 viste, at der er empirisk evidens for effekten af eksistentiel gruppeterapi. Andre studier bekræfter evidensen. Et internationalt studie har vist, at udbyttet af eksistentiel terapi bedre kan forstås som læring for hele livet, der ændrer hele klientens måde at være på, end som snæver symptomreduktion.

## Kritik
Den eksistentielle tilgang er blevet kritiseret for at være ikke-teknisk. Der er dog blevet udarbejdet flere systematiske og færdighedsbaserede tilgange til eksistentiel terapi. Samtidig viser forskning, at det er den ikke-tekniske tilgang, der muliggør dybdegående forandring for klienterne Grunden til at eksistentiel terapi er ikke-teknisk er, at den er baseret på en bestræbelse på at kunne møde klienterne i stedet for at fokusere på at lære dem redskaber.

### Dansksproget litteratur
- Cooper, Mick (2011): ”Eksistentielle terapier” – Dansk Psykologisk Forlag a/s
- Deurzen, Emmy van (1999): ”Eksistentielle dimensioner i psykoterapi” - Hans Reitzels Forlag a/s, København
- Deurzen, Emmy van (1995): ”Eksistentiel samtale og terapi” – Hans Reitzels Forlag a/s, København
- Deurzen, Emmy van & Martin Adams (2012): “Eksistentiel terapi - en introduktion” - Hans Reitzels Forlag
- Dræby, Anders & Emmy van Deurzen (2019). “Læringsudbyttet i kognitiv adfærdsterapi og eksistentiel terapi. Et sammenlignende forskningsstudie” - Tidsskrift for Psykoterapi, 2019/3, pp. 18-24
- Dræby, Anders (2022): “Resonans i eksistentiel supervision - fornemmelsen for harmoni og disharmoni” - Tidsskrift for Psykoterapi, 2022/1, pp. 16-21
- Dræby, Anders (2022): “Uskyldstabet som krise” - Tidsskrift for Psykoterapi, 2022/2, pp. 18-23
- Draeby, Anders (2024): “Spirituelt misbrug - når brugen af åndelig føde bliver ubalanceret” - Tidsskrift for Psykoterapi, 1
- Frankl, Viktor E. (2000): "Psykologi og eksistens" - København, Gyldendal
- Frederiksen, Lotte Lykke (2015): “Helende historier”. Frydenlund
- Hansen, Karsten Borg (1998): “Eksistentiel terapi og meditation” - København, Klitrose
- Hansen, Karsten Borg (1999): “Mennesket set indefra - om eksistentiel terapi, dens grundlag og praksis." Psykolog Nyt 1999 nr. 5.
- Hansen, Karsten Borg (2009): “Den ligeværdige dialog” - DPF
- Hartz, Emily (2022). “Skam og kedsomhed: eksistentiel gruppeterapi med socialt isolerede plejehjemsbeboere”. Psyke & Logos, 43(1), 191–213.
- Houlberg, Charlotte Silas (2011): Eksistentiel psykoterapi og diagnoser. Stofbladet. Vinterudgivelse. 2011-2012.
- Jacobsen, Bjarne (2015). Terapi og bedrag. I Sørensen & Keller (red.), Psykoterapi og eksistentiel fænomenologi (s. 269-283). Aalborg Universitetsforlag.
- Jacobsen, Bo (1997): “Eksistentiel psykologi og terapi”. I: Klassisk og moderne psykologisk teori. Karpatschof, B. & Katzenelson, B. (red.). Kbh.: Hans Reitzels Forlag
- Jacobsen, Bo (2004): “Den eksistentielle samtale”. I: Klinisk sundhedspsykologi. Kbh.: Handelshøjskolens Forlag, s. 209-213
- Jacobsen, Bo (2015) "Den eksistentielle filosofis og den eksistentielle psykologis rolle for den eksistentielle terapi." Psykoterapi og eksistentiel fænomenologi. Aalborg Universitetsforlag, 25-33.
- Laursen, Jørn (2010): ”Eksistentiel individuel- og parterapi” - Books on Demand GmbH forlag
- Schibbye, A. L. L. (2010). Relationer: Et dialektisk perspektiv på eksistentiel og psykodynamisk psykoterapi. Akademisk forlag.
- Spinelli, E. (1998): “ Terapi. Magt og mystifikation”. HRF
- Spinelli, Ernesto (2008): “Eksistentiel psykoterapi i praksis” - Hans Reitzels Forlag
- Sørensen, Andres Draeby (2009). Eksistentialisme i psykologi, psykiatri og psykoterapi. I: At tænke eksistensen. Aarhus Universitetsforlag
- Sørensen, Anders Dræby & Kurt Keller (2015): “Psykoterapi og eksistentiel fænomenologi”. AAUF
- Yalom, Irvin D. (2009): ”Terapiens essens” - Hans Reitzels Forlag a/s, København
- Yalom, Irvin D. (1995/2006): "Eksistentiel psykoterapi" - Gyldendal Akademisk, KøbenhavN
- Yalom, Irvin (2009): “Som at stirre på solen” - HRF

### Engelsksproget litteratur
- Craig, Erik. "Existential psychotherapy, discipline and démarche." Existential therapy: Legacy, vibrancy and dialogue(2012): 7-19
- Craig, Erik. "The lost language of being: Ontology's perilous destiny in existential psychotherapy." Philosophy, Psychiatry, & Psychology 22.2 (2015): 79-92.
- Cooper, Mick. "Existential psychotherapy." Twenty-first century psychotherapies: Contemporary approaches to theory and practice (2008): 237-276.
- Deurzen, Emmy (2001): “Existential Counselling & Psychotherapy in Practice”. - Sage, London
- Deurzen, Emmy (ed.)(2019): "The Wiley World Handbook of Existential Therapy" - Wiley, New York
- Jacobsen, Bo (1997): “Working with Existential Groups”. I: Case Studies in Existential Psychotherapy and Counselling. du Plock, S. (red.). New York: IEEE Computer Society Press
- Jacobsen, Bo (2003): "Is gift-giving the core of existential therapy? A discussion with Irwin D. Yalom". Journal of the Society for Existential Analysis. 14, 2, s. 345-353 9 s.
- Keshen, Aaron. "A new look at existential psychotherapy." American Journal of Psychotherapy 60.3 (2006): 285-298.
- Laing, Ronald D. (1960): "The Divided Self: An Existential Study in Sanity and Madness". Harmondsworth: Penguin.
- Loewenthal, Del. Existential psychotherapy and counselling after postmodernism. Routledge, 2016.
- Mendelowitz, Ed, and Kirk Schneider. "Existential psychotherapy." Current psychotherapies (2008): 295-327.
- Schneider, Kirk & Krug, O.T. (2010): “Existential-Humanistic Therapy” - Washington, DC: American Psychological Association Press
- Spinelli, Ernesto. "The therapeutic relationship as viewed by existential psychotherapy: Re-embracing the world." Journal of Contemporary Psychotherapy 32.1 (2002): 111-118.
- Spinelli, Ernesto. Practising existential psychotherapy: The relational world. Sage, 2007.
- Sorensen, Anders Draeby & Rosemary Lodge & Emmy van Deurzen (2017). Comparison of Learning Outcomes in CBT and Existential Therapy. International Journal of Psychotherapy,Vol. 21. No 3
- Sorensen, Anders Draeby, Rosemary Lodge & Emmy Van Deurzen (2018): “Exploring Learning Outcomes in Existential Therapy”. Existential Analysis, 29.1
- Sorensen, Anders Draeby, Bo Jacobsen og Lennart Belfrage (2019): “The Development of Existential Therapy in Scandinavia”. I: The Wiley World Handbook of Existential Therapy. New York: Wiley
- Wong, Paul TP. "Meaning therapy: An integrative and positive existential psychotherapy." Journal of Contemporary Psychotherapy 40.2 (2010): 85-93.
- Yalom, Irvin D. (1970): “The Theory and Practice of Group Psychotherapy”. BB
- Yalom, Irvin (2001): “The Gift of Therapy: An open letter to a new generation of therapists and their patients: Reflections on Being a Therapist”. - Piatku

### Tysksproget litteratur
- Binswanger, Ludwig (1992-4): "Ausgewählte Werke in 4 Bänden" - Roland Asanger, Heidelberg
- Jacobsen, Bo (1999): Die Begegnung mit dem Tod: Die Perspektive von Condraus Todesbegriff, verglichen mit dem von Irvin Yalom und Rollo May. Daseinsanalyse. 15, s. 17 131-147 17 s.

#### Svensksproget litteratur
- Stiwne, Dan (red.), (2009). Ompröva livet. Existentiell vägledning och terapi i ny tillämpning. Lund: Studentlitteratur.
- Stiwne, Dan (red) (2017): “Existens och psykisk haelsa” - Stockholm, Studentlitteratur